# Forum Livii
Forum Livii foi um grupo italiano de rock progressivo ativo durante a década de 1970.

## História
Grupo da zona de Forlì, formado no outono de 1971 por quatro músicos especialistas, o guitarrista Pippi já havia criado alguns singles com I Baci e I Lorenz, o baixista e tecladista Roberts chegara à Itália nos anos 1960 com o grupo inglês Primitives e havia se transferido a Riccione, enquanto Pasquale Venditto e "Pitone Tortora tinham tocado com I Cliffters.
Forum Livii era o nome latino de Forlì, e foi escolhido pelo grupo pelo amigo e manager Willy David, que os apresentou ao letrista Franco Migliacci, parceiro de Domenico Modugno, para que os ajudasse a conseguir um contrato discográfico.
O grupo realizou o primeiro 45 rotações, Space dilemma, um belo single em gênero hard rock. A banda participou do Festival Pop de Villa Pamphili, mas não teve sorte. E sua participação ao Cantagiro foi uma sequência de últimos lugares. Contemporaneamente o grupo começou a trabalhar em um disco conceitual baseado no livro de Lewis Carroll intitulado Alice in wonderland, mas nunca levado à conclusão.
Na segunda metade de 1972, Pippi e Jay Roberts deixaram o grupo, o primeiro para entrar na banda Silver e i Baci, o segundo voltando para a Inglaterra.
Da banda Silver e i Baci chegaram o novo baixista Gabriele Biondi, para uma nova formação em três. O Forum Livii participou da "Manifestação Pop", ocorrida no Piper Club, de Roma, em novembro de 1972, e realizou o segundo 45 rotações, Riverside, ainda cantado em inglês. No 45 rotações, Gaetano Curreri tocou o piano que tocava com o grupo Le Cinque Lire e que depois se transferiu depois para o Stadio.
Enquanto o grupo estava empenhado em estúdio para o 45 rotações, a casa discográfica pediu para que gravassem um LP com 12 canções em italiano, para poder obter uma melhor promoção televisiva. O disco foi gravado apressadamente, compreendendo 11 covers traduzidas em italiano de músicas estrangeiras, entre as quais, Imagine, Everybody's talkin', Rocket man, Alone again, além de uma única música original, Vivere per amore.
As gravações foram completadas sem a presença do grupo, com o aporte do tecladista Piero Pintucci e o disco foi estampado somente em poucas cópias promocionais com o nome Amici dell'Hobby. O Hobby Bar de Forlì era o local de encontro dos músicos daquela cidade.
No fim de 1972, desmotivado pelo escasso sucesso e da falta de concertos, o grupo fez entrar um tecladista, Foscolo Bisacchi, que contudo permaneceu somente por poucos meses. Em 1973, os três músicos remanescentes, com o aporte de Alberto Pippi, nos teclados, Vittorio Benini, no sax, e Alberto Malaguti, na segunda guitarra, reprisaram o nome de Amici dell'Hobby usado no seu LP e se dedicaram à música de dança.
Pippi tocou com i Reattori Caldi para um 45 rotações, em 1973, depois com gli Hellza Poppin e ainda com Ivan Graziani em vários álbuns entre 1979 e 1994, enquanto Tortora e Venditto entraram depois no Ibis para o seu último álbum de 1975.
O LP Amici dell'Hobby, gravado, em 1972, foi estampado somente em formato comercial e é raríssimo.

## Formação
- Beppe Pippi (guitarra, baixo, voz)
- Renzo Tortora (guitarra, voz)
- Jay Roberts (Geoffrey Robert Farthing) (baixo, teclado, voz)
- Pasquale Venditto (bateria, voz)

## Discografia
- 1972 - Space dilemma/Homesick, Mimo (ZM 50199)
- 1972 - Riverside/Mary, Mimo (ZM 50271)
- 1972 - Amici dell'Hobby